# Escharoides teres
Escharoides teres är en mossdjursart som beskrevs av Ortmann 1890. Escharoides teres ingår i släktet Escharoides och familjen Exochellidae. Inga underarter finns listade i Catalogue of Life.